# 野澤直龍
野澤 直龍（のざわ なおたつ、1988年8月11日 - ）は、日本のクリエイティブディレクター、プランナー。東京都出身。東急エージェンシー所属。
祖父は作家の陸直次郎、父は東京ホースレーシング創業者の野沢直哉、母は歌手のユンナヨン、叔父は声優・演出家の野沢那智、姉はお笑いタレントの野沢直子、従兄は俳優の野沢聡、姪には総合格闘家の真珠・野沢オークレアーがいる。

## 経歴
成城大学社会イノベーション学部政策イノベーション学科卒業。広告制作会社イメージソースを経て、東急エージェンシーに入社。
2018年1月、史上最年少クリエイティブディレクターとして、クリエイティブ局に配属される。
2021年度 ACC TOKYO CREATIVITY AWARDS 銀賞、2021年度  JAA広告賞 消費者が選んだ広告コンクール メダリスト、2019・2018年度 ADFEST アジア太平洋広告祭  銅賞、2019・2018年度 ADSTARS 釜山国際広告祭 銀・銅賞など受賞。

## 主な作品
- ヤクルト『変わらない今日を、届ける。』[1]
- Benesse『それでも、下を向く君たちへ。』[2]
- 日本中央競馬会 『東京遊駿』[3]
- 水曜日のカンパネラ『メロス』[4]
- SonyMusic 篠崎愛『URA SHINOZAKI AI』[5]

## 主な受賞歴
- 2017 AD STARS 釜山国際広告祭・Bronze
- 2018 BOVA Brain Online Video Award・協賛企業賞、ADFEST アジア太平洋広告祭・Bronze、AD STARS 釜山国際広告祭・Sliver、Ciclope Asia・Finalist
- 2019 ADFEST アジア太平洋広告祭・Bronze
- 2021 ACC TOKYO CREATIVITY AWARDS・銀賞、JAA広告賞 消費者が選んだ広告コンクール・メダリスト